# Hexaphenylbenzol
Hexaphenylbenzol ist eine aromatische chemische Verbindung die aus sieben Benzolringen (ein Benzol und sechs Phenylreste) besteht.

## Gewinnung und Darstellung
Hexaphenylbenzol kann durch eine Diels-Alder-Reaktion von Tetraphenylcyclopentadienon und Diphenylacetylen in Benzophenon oder anderen Hochtemperatur-Lösungsmitteln hergestellt werden.

## Eigenschaften
Hexaphenylbenzol besitzt in kristalliner Form eine propellerartige Konformation, in der die Phenylringe etwa 65° gegenüber der Ebene des zentralen Rings gedreht sind.

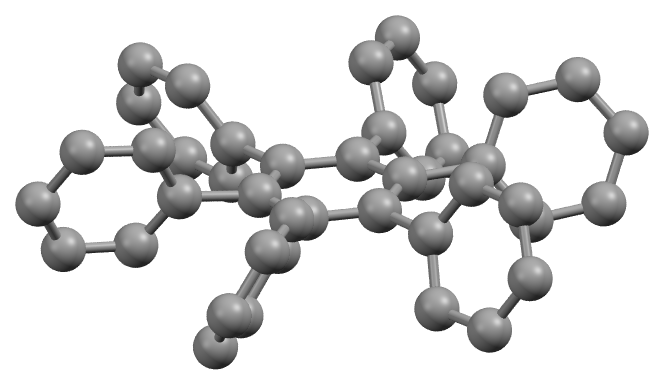
Seitenansicht der Kristallstruktur mit den gedrehten Phenylringen

## Verwendung
Hexaphenylbenzol wird zur Herstellung von fluoreszierenden Nanoröhren verwendet, die wiederum zum Nachweis von Trinitrotoluol (TNT) verwendet werden.